# موک‌هوک
موک‌هوک (به هلندی: Mookhoek) یک منطقهٔ مسکونی در هلند است که در استرین واقع شده‌است.